# Sa hải (phim truyền hình)
Sa hải (tiếng Trung: 沙海, tiếng Anh: Tomb of the Sea) là một bộ phim truyền hình trực tuyến Trung Quốc năm 2018 được chuyển thể từ Đạo mộ bút ký thiếu niên thiên: Sa Hải (盜墓筆記少年篇：沙海) trong bộ tiểu thuyết Đạo mộ bút ký của nhà văn Trung Quốc Nam Phái Tam Thúc. Phim được công chiếu vào ngày 20 tháng 7 năm 2018 trên dịch vụ phát trực tuyến Tencent Video và WeTV. Sa hải là bộ phim có giá bản quyền cao nhất năm 2018 tại Trung Quốc, lên tới 15 triệu NDT (51,3 tỷ đồng) cho một tập phim.

## Nội dung
Lê Thốc là một học sinh trung học phổ thông bình thường, sống trong một gia đình cha mẹ ly hôn, do lười biếng nên thi trượt tốt nghiệp. Lê Thốc có cậu bạn thân tên Tô Vạn, một phú nhị đại tính tình hiền lành, có phần nhút nhát, học kém y như Lê Thốc và Dương Hảo - người anh lưu manh đường phố, hay bảo kê cho Lê Thốc, Tô Vạn.
Một ngày nọ Lê Thốc nhận được món quà của cô bạn Thẩm Quỳnh, là một chiếc hộp sắt hình mặt người. Vì chiếc hộp đó, Lê Thốc bị Hoàng Nghiêm - là một người trong nhóm của Ngô Tà từng đến đến di tích Cổ Đồng Kinh cướp hộp, đồng thời người này rạch lên lưng Lê Thốc một đồ hình bí ẩn. Lê Thốc bị thương, được đưa vào viện và được bác sĩ Lương Loan chữa trị. Hoàng Nghiêm bị thương nặng nên chết tại bệnh viện. Chưa kịp hồi phục vết thương, Lê Thốc bị bắt cóc bởi Ngô Tà. Vì đồ hình trên lưng Lê Thốc, Ngô Tà ép Lê Thốc phải tham gia chuyến hành trình đến di tích Cổ Đồng Kinh ở sa mạc Badain Jairan (Ba Đan Cát Lâm) cùng mình và Vương Minh. Chuyến đi này do Mã Mậu Niên là một ông chủ giàu có tài trợ, đi cùng có Tô Nan và đàn em do Mã Mậu Niên thuê. Đoàn quay phim tài liệu của đạo diễn Vương Đạo xin đi cùng. Người dẫn đường vào sa mạc Badain Jairan (Ba Đan Cát Lâm) tên Mã Nhật La. Ngô Tà lấy thân phận giả là nhiếp ảnh gia Quan Căn. Lê Thốc, Vương Minh là trợ lý cho nhiếp ảnh gia. Ngoài ra còn có Hắc Hạt Tử bí mật đi theo cả nhóm trong suốt hành trình.
Tô Vạn, Dương Hảo biết tin Lê Thốc mất tích thì đến bệnh viện tìm hiểu và gặp được bác sĩ Lương Loan. Lương Loan vẽ lại hình ảnh của Ngô Tà, Vương Minh. Quá trình điều tra, Tô Vạn, Dương Hảo đến khách sạn Tân Nguyệt và quen với Trương Nhật Sơn. Trương Nhật Sơn trong một lần chiến đấu với Người của Uông gia mà bị thương ở tay. Khi đến bệnh viện khâu vết thương, anh làm quen với bác sĩ Lương Loan. Vì tránh để Người của Uông gia phát hiện mình bị thương nặng, anh nhờ Lương Loan khâu vết thương tại nhà riêng và muốn cô làm bạn gái mình. Một lần tình cờ phát hiện sau lưng của cô có hình xăm phượng hoàng. Trương Nhật Sơn nghi ngờ cô là Người của Uông gia và âm thầm xác minh.
Tô Vạn thay Lê Thốc nhận bưu phẩm chuyển phát đến nhà của Lê Thốc. Khi mở ra thì đó là một băng ghi âm kiểu cũ. Tô Vạn, Dương Hảo đem băng ghi âm trên đến các tiệm đồ cổ tại Phan Gia Viên tìm cách sửa chữa hy vọng có được thông tin về Lê Thốc. Tại đây, họ gặp được Vương Bàn Tử và Kim Vạn Đường. Vương Bàn Tử nhờ Trương Nhật Sơn giúp đỡ liên hệ với Doãn Nam Phong mượn Máy hát chuyên dụng hiện đang trưng bày tại khách sạn Tân Nguyệt để có thể nghe được nội dung của băng ghi âm này. Nội dung trong băng ghi âm Bàn Tử chép lại cho Tô Vạn một bản. Tô Vạn vô cùng kinh ngạc khi nghe trong đoạn băng là nội dung về một cuộc thí nghiệm và tên của Thẩm Quỳnh.
Trải qua nhiều khó khăn nguy hiểm, chỉ còn Lê Thốc, Ngô Tà, Vương Minh và Hắc Hạt Tử đến được một công trường bị bỏ hoang có cột mốc Cổ Đồng Kinh. Tại đây, có nhiều người bị rắn lông đen cắn giờ trở thành quái vật. Đồ hình mà Hoàng Nghiêm rạch lên lưng Lê Thốc chính là văn tự, ấn viên đá trên bia đá theo một quy luật nhất định để mở cửa vào điện yết kiến bên trong. Lê Thốc, Hắc Hạt Tử phát hiện Ngô Tà, Vương Minh bị trúng độc của rắn lông đen. Họ quay lại công trường để tìm huyết thanh giải độc. Tuy nhiên, chỉ có 1 liều, Ngô Tà dùng liều huyết thanh đó cứu Vương Minh. Sau đó, Hắc Hạt Tử đưa Lê Thốc rời khỏi chỗ này và trở về nhà.
Trương Nhật Sơn đưa ra các manh mối dẫn dụ Lê Thốc đến tiệm kinh doanh đồ cổ, gọi là Ngô Sơn cư (吳山居) tại Hàng Châu. Lương Loan qua quá trình điều tra cũng quyết định đến Ngô Sơn cư tìm hiểu về hình xăm phượng hoàng sau lưng.

## Diễn viên
| Diễn viên        | Vai diễn         |
| ---------------- | ---------------- |
| Ngô Lỗi          | Lê Thốc          |
| Tần Hạo          | Ngô Tà           |
| Dương Dung       | Lương Loan       |
| Trương Minh Ân   | Trương Nhật Sơn  |
| Vương Hạo Hiên   | Tô Vạn           |
| Trần Nhất Văn    | Thẩm Quỳnh       |
| Chu Tiển         | Dương Hảo        |
| Quý Thần         | Hắc Hạt Tử       |
| Trương Nghệ Hưng | Giải Vũ Thần     |
| Trương Manh      | Tô Nan           |
| Trần Minh Hạo    | Vương Bàn Tử     |
| Tiêu Vũ Lương    | Trương Khởi Linh |
| Hà Vũ Đồng       | Thanh Thanh Mạn  |
| Hoằng Huyên      | Doãn Nam Phong   |
| Chu Kiệt         | Vương Minh       |

## Thời gian phát sóng
Thời gian trong bảng dựa theo giờ địa phương
| Kênh          | Nơi phát sóng | Ngày                    | Thời gian                                                              | Ghi chú                                                 |
| ------------- | ------------- | ----------------------- | ---------------------------------------------------------------------- | ------------------------------------------------------- |
| Tencent Video | Trung Quốc    | 20/07/2018              | 20:00 từ Thứ 5 đến thứ 7. Cập nhật 2 tập. Các thành viên vip xem 4 tập |                                                         |
| Astro         | Malaysia      | 26/07/2018 - 23/08/2018 | 16:00 - 17:00 hàng ngày                                                | Hai tập phim sẽ tạm dừng phát sóng vào ngày 11 và 12/8. |
| Astro         | Malaysia      | 24/08/2018 - 19/09/2018 | 19:00 - 20:00 hàng đêm                                                 | Hai tập phim sẽ bị tạm dừng vào ngày 6 và 7/9.          |
| HUB           | Singapore     | 14/01/2019              | Thứ Hai 22:30 - 00:00                                                  |                                                         |